# Colorful Daegu Pre-Championships Meeting
Colorful Daegu Pre-Championship Meeting – mityng lekkoatletyczny rozgrywany od 2005 roku w południowokoreańskim Daegu. Areną zmagań sportowców jest Daegu Stadium. Mityng znajduje w kalendarzu IAAF World Challenge Meetings. Zawody organizowano by promować kandydaturę miasta do organizacji mistrzostw świata, które Daegu gościło w 2011 roku.